# El somni d'Arizona
El somni d'Arizona (títol original en anglès Arizona Dream) és una pel·lícula francoestatunidenca del director Emir Kusturica, estrenada el 1993. Està doblada al català.
Com en altres de les seves pel·lícules, Kusturica reflecteix la fantasia i els somnis dels seus personatges entrelligats amb la cruel realitat en la que tot acaba en tragèdia.
El film va guanyar el Premi especial del Jurat i va estar nominat al Lleó d'Or en el Festival Internacional de Cinema de Berlín d'aquell any.

## Argument
Un jove (Johnny Depp) instal·lat a Nova York es veu obligat a tornar als seus orígens a Arizona, on comença una nova etapa de la seva vida en què la seva principal prioritat serà fer realitat els seus somnis i els de qui l'envolten.

## Repartiment
- Johnny Depp: Axel Blackmar
- Jerry Lewis: Leo Sweetie
- Faye Dunaway: Elaine Stalker
- Lili Taylor: Grace Stalker
- Vincent Gallo: Paul Leger
- Paulina Porizkova: Millie
- Michael J. Pollard: Fabian
- Jackson Douglas: capellà (no surt als crèdits)
- Emir Kusturica: home al bar (no surt als crèdits)

## Localitzacions
La pel·lícula es va rodar a Douglas (Arizona), White Mountain (Alaska) i Nova York.